# کانبان (توسعه)
کانبان یک واژه برگرفته از زبان ژاپنی می‌باشد.(به ژاپنی: 看板)به معنای تخته اعلان یا بیلبورد می‌باشدروشی ناب برای مدیریت و بهبود کار در سیستم‌های انسانی است. این رویکرد با هدف مدیریت کردن کارها از طریق متعادل کردن تقاضا با ظرفیت‌های موجود، و همچنین بهبود عملکرد تنگناهای سطح سیستم انجام می‌شود.
آیتم‌ها یا نمونه‌های کار به صورت تصویری ارائه می‌شوند تا به شرکت کنندگان نمایی از پیشرفت و روند کار از ابتدا تا پایان ارایه دهند، معمولاً این نما از طریق تابلوی کانبان نمایش داده می‌شود. کار بجای اینکه سمت فرایندهایی که در لحظه درخواست شده کشیده شود به سمت ظرفیت‌های مجوز داده شده کشیده می‌شود.
در کار دانش و در توسعه نرم‌افزار، هدف ارایه یک سیستم مدیریت فرایند دیداری می‌باشد که به تصمیم‌گیری در مورد اینکه چه چیزی را در چه زمانی و به چه مقداری تولید کنیم کمک می‌کند. روش اساسی Kanban از ساخت یا تولید ناب منشأ گرفته‌است که از سیستم تولید تویوتا الهام گرفته شده‌است. همچنین Kanban معمولاً در ساخت نرم‌افزارها در ترکیب با سایر روش‌ها و چارچوب‌هایی مانند Scrum استفاده می‌شود.

## تکامل و مستندسازی راهکار

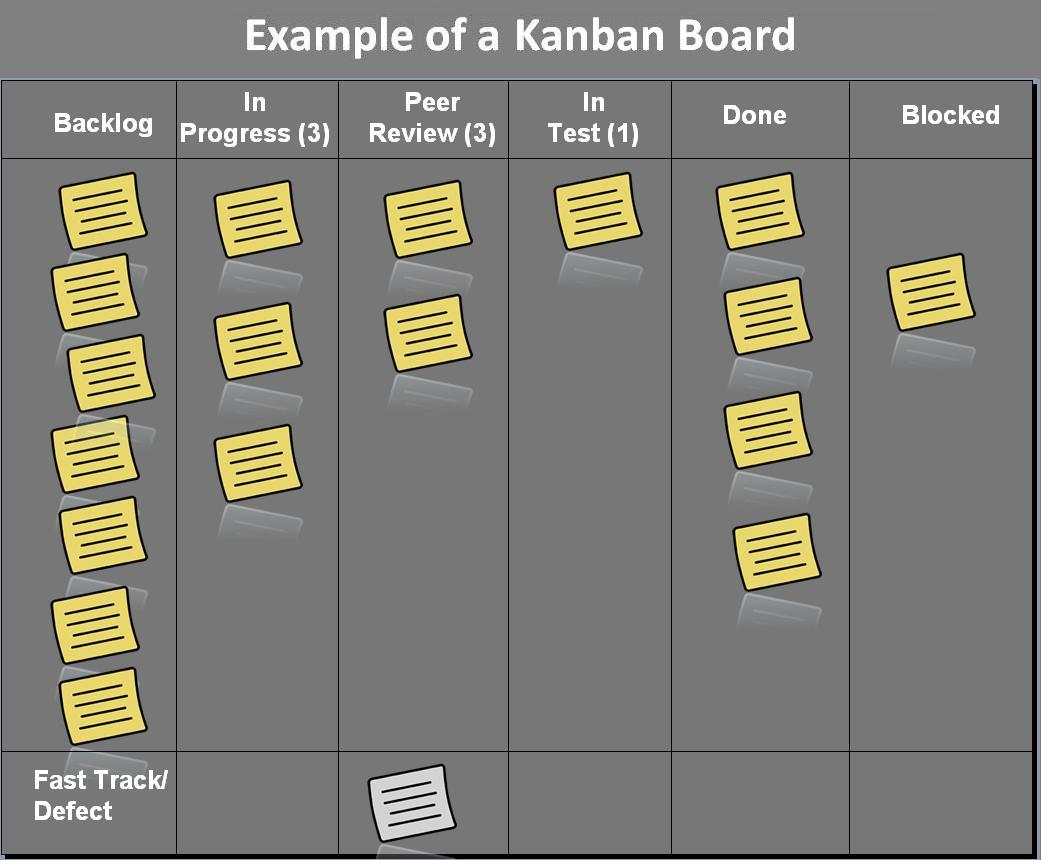
نمونه ای از جدول کانبان

کتاب ۲۰۱۰ دیوید آندرسون، Kanban ,  تکامل رویکرد یک پروژه ۲۰۰۴ در مایکروسافت با استفاده از یک تئوری رویکرد محدودیت‌ها و ترکیب یک طناب طبل-بافر (که قابل مقایسه با سیستم کشش کانالبان است) توصیف می‌کند. به یک پروژه ۲۰۰۶–۲۰۰۷ در Corbis که در آن روش kanban مشخص شد. در سال ۲۰۰۹، دون رینرتسن کتابی را در مورد توسعه محصول ناب نسل دوم که توصیف اتخاذ سیستم کانبان و استفاده از جمع‌آوری داده‌ها و یک الگوی اقتصادی برای تصمیم‌گیری مدیریت است. کمک‌های اولیه یکی دیگر از کوری Ladas، که ۲۰۰۸ کتاب Scrumban آمد پیشنهاد کرد که Kanban و می‌تواند باعث بهبود نوعی بازی فوتبال راگبی برای توسعه نرم‌افزار. لاداس اسکرامبان را انتقال از اسکرام به کانبان دانست. جیم بنسون و Tonianne DeMaria بری منتشر شده Kanban و شخصی، استفاده از Kanban و به افراد و تیم‌های کوچک، در سال ۲۰۱۱. در Kanban و از داخل (۲۰۱۴)، مایک باروز اصول Kanban و در، شیوه‌ها و ارزشها توضیح داد و آن را به تئوری‌ها و مدل‌های قبلی در مدیریت پروژه Agile با Kanban (2015)، اریک برچنر ارائه اجمالی از Kanban در عمل در مایکروسافت و Xbox ارائه می‌دهد. Kanban Change Leadership (2015)، توسط Klaus Leopold و Siggfried Kaltenecker , این روش را از منظر مدیریت تغییر توضیح داده و راهنمایی‌هایی را برای تغییر ابتکارات ارائه داده‌است. یک راهنمای متراکم برای این روش در سال ۲۰۱۶ منتشر شد، که شامل پیشرفت‌ها و برنامه‌های افزودنی از پروژه‌های اولیه kanban است.

## تابلوهای کانبان برای توسعه نرم‌افزار

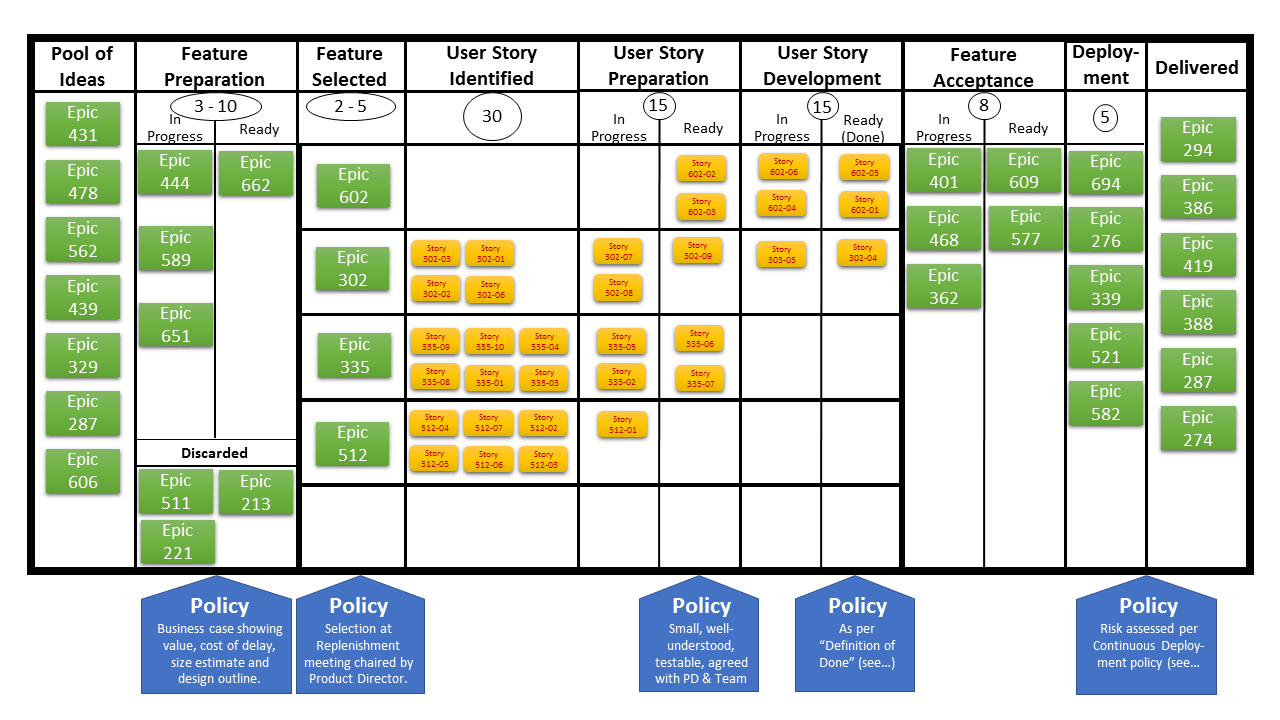

در اینجا نمودار پیشرفت کار توسعه نرم‌افزار را در تابلو کانبان نشان می‌دهد. تابلوهای کانبان، بر اساس محتوایی که در آن استفاده می‌شود به صورت اختصاصی طراحی می‌شوند بنابراین، به‌طور قابل توجهی با یکدیگر تمایز دارند و ممکن است انواع کالای کاری را نشان دهند (در اینجا منظور «ویژگی‌ها» و «داستانهای کاربر» است)، ستون‌هایی داشته باشند که فعالیت‌های پیشرفت کار را مشخص می‌کنند، همچنین خط مشی‌های صریح و خطوط جریان(Swimlane) (ردیف‌هایی هستند که از چندین ستون عبور می‌کنند و نشان دهنده و متمایز کننده بر اساس داستان کاربر هستند در اینجا بر اساس ویژگی‌ها) نشان دهند. هدف این است که پیشرفت عمومی کار و پیشرفت موارد خاص برای شرکا و ذینفعان روشن شود.
همانطوری‌که در کتاب‌های Kanban برای توسعه نرم‌افزار توضیح داده‌شده‌است، دو شیوه اصلی Kanban عبارتند از:
1. کارهای خود را تجسم کنید
2. کارهای در حال انجام را محدود کنید (WIP) چهار روش کلی دیگر از کانبان ذکر شده در Essential Kanban Condensed ,[۱۱] عبارتند از:
3. سیاست‌ها را به صراحت بیان کنید
4. جریان را مدیریت کنید
5. حلقه‌های بازخورد دهنده را اجرا کنید
6. به‌طور مشارکتی پیشرفت کنید، به صورت تجربی تکامل پیدا کنید

تابلو کانبان در نمودار فوق، بر سه شیوه کلی اولیه کانبان تأکید دارد که دارای ویژگی‌های زیر است:
- کارهای تیم توسعه نرم‌افزار را به تصویر کشیده و مجسم می‌کند
- محدودیت‌های WIP یعنی محدودیت برای کارهای در حال اجرا را برای مراحل توسعه مشخص می‌کند: مقادیر دایره‌ای در زیر عنوان ستونها تعداد کارها در آن مرحله را محدود می‌کنند.
- در داخل مستطیل‌های آبی تحت برخی از مراحل توسعه سیاست‌ها را مستند می‌کند که همچنین آنها را به عنوان قوانین انجام شده می‌شناسیم.[۹]
- همچنین برخی از مراحل مدیریت روند کانبان برای مراحل «آماده‌سازی داستان کاربر»، «توسعه داستان کاربر» و «پذیرش ویژگی» را نشان می‌دهد که دارای زیر ستون‌های «در حال پیشرفت» و «آماده» است. محدودیت WIP هر مرحله برای هر دو زیر ستون اعمال می‌شود و از فشار بیش از حد موارد کاری در داخل یا خارج از آن مراحل جلوگیری می‌کند.

## مدیریت پیشرفت کار
کانبان پیشرفت کار را مستقیماً روی تابلو کانبان مدیریت می‌کند. محدودیت‌های WIP در مراحل توسعه، از مشکلات رایج در پیشرفت کار بازخورد فوری به تیم توسعه ارائه می‌دهد.
به عنوان مثال در تابلو کانبان که در بالا نشان داده شده‌است، مرحله «استقرار» دارای محدودیت WIP پنج (۵) است و در حال حاضر ۵ قسمت در آن مرحله نشان داده شده‌است. تا زمانی که یک یا چند کار در آن مرحله را انجام ندهند، موارد کار دیگری نمی‌توانند مستقر شوند. این محدودیت از افراط در مرحله «استقرار» جلوگیری می‌کند. اعضای تیم که در زمینه «پذیرش ویژگی» کار می‌کنند (مرحله قبل) ممکن است منفعل باشند زیرا نمی‌توانند کارهای جدید را مستقر کنند. البته آنها می‌توانند دلیل این را به راحتی روی تابلو ببینند و به استقرار کار فعلی کمک کنند.
پس از تحویل پنج قسمت از مرحله «استقرار»، دو قسمت از زیر مجموعه «آماده» زیر ستون «پذیرش ویژگی» (مرحله قبلی) را می‌توان به ستون «استقرار» منتقل کرد. هنگامی که آن دو حماسه تحویل داده می‌شود، هیچ حماسه دیگری قابل اجرا نیست (با فرض اینکه هیچ حماسه جدید آماده نیست). اکنون اعضای تیم که روی استقرار کار می‌کنند به بن‌بست می‌خورند. آنها می‌توانند دلیل را سریعاً ببینند و در پذیرش ویژگی‌ها کمک کنند.
این کنترل پیشرفت کار به‌طور مشابه برای هر مرحله کارایی دارد. مشکلات واضح و آشکار هستند و برنامه‌ریزی مجدد می‌تواند به‌طور مداوم انجام شود. مدیریت کار با محدود کردن کار در حال انجام امکان‌پذیر است به گونه‌ای که اعضای تیم بتوانند در هر زمان مشاهده و پیگیری کنند.

## مثالهای دیگر استفاده
اگرچه معمولاً برای تیم‌های توسعه نرم‌افزار و تیم‌های نرم‌افزاری استفاده می‌شود، اما روش کانبان در سایر جنبه‌های کار دانش نیز به کار رفته‌است. عملکردهای تجاری که از کانبان استفاده کرده‌اند شامل موارد زیر است:
- منابع انسانی[۱۴] و استخدام[۱۵]
- بازار یابی
- استراتژی سازمانی و رهبری اجرایی[۱۶]

## مطالعه بیشتر
- Kanban: تغییر موفقیت‌آمیز برای پیشرفت در صنعت فناوری شما، دیوید جی اندرسون. (ایالات متحده، مطبوعات آبی، ۲۰۱۰). شابک ‎۹۷۸−۰۹۸۴۵۲۱۴۰۱ شابک 978-0984521401
- Scrumban: مقاله در مورد سیستم‌های Kanban برای توسعه نرم‌افزار ناب، کوری لاداس. (ایالات متحده ، انتشارات مودوس کوپرندی، ۲۰۰۹). شابک ‎۹۷۸۰۵۷۸۰۰۲۱۴۹ شابک 9780578002149
- مدیریت پروژه Agile با Kanban (بهترین برنامه‌های توسعه دهنده)، اریک برچنر. (ایالات متحده: مایکروسافت پرس، ۲۰۱۵). شابک ‎۹۷۸−۰۷۳۵۶۹۸۹۵۶ شابک 978-0735698956.
- Kanban in Action، مارکوس هماربرگ و Joakim Sunden. (Shelter Island, NY: انتشارات مانینگ، ۲۰۱۴). شابک ‎۹۷۸−۱−۶۱۷۲۹۱−۰۵−۰ شابک 978-1-617291-05-0.
- لاغر از سنگرها : مدیریت پروژه‌های در مقیاس بزرگ با Kanban , Henrik Kniberg. (دالاس، TX: The Prragmatic Programmers، ۲۰۱۲). شابک ‎۹۷۸−۱−۹۳۴۳۵−۶۸۵−۲ شابک 978-1-93435-685-2.
- شروع را متوقف کنید، شروع به کار کنید! آرن روک و کلودیا لشکیک. (ایالات متحده: دانشگاه Lean-Kanban، ۲۰۱۲). شابک ‎۹۷۸−۰۹۸۵۳۰۵۱۶۱ شابک 978-0985305161.
- دنیای واقعی Kanban: کمتر کار کنید، بیشتر با تفکر ناب، ماتیاس اسکارین بیشتر کنید. (ایالات متحده: قفسه کتاب عملی، ۲۰۱۵). شابک ‎۹۷۸−۱۶۸۰۵۰۰۷۷۶ شابک 978-1680500776.